# Альфа (фільм, 2018)
«Альфа» (англ. Alpha) — американська історична драма режисера і сценариста Альберта Г'юза 2018 року, що розповідає про молодого мисливця Пізнього Палеоліту. У головних ролях Коді Сміт-Макфі, Леонор Варела, Йенс Гультен.
Вперше фільм продемонстрували 16 серпня 2018 року у низці країн світу, а в український кінопрокат фільм вийшов 23 серпня 2018 року.

## У ролях
| Актор                      | Персонаж | Роль                       |
| -------------------------- | -------- | -------------------------- |
| Коді Сміт-Макфі            | Кеда     | молодий мисливець, син Тау |
| Йоганнес Гаукур Йоганессон | Тау      | вождь племені              |
| Натассія Мальті            | Ро       | дружина Тау                |
| Леонор Варела              | Шаман    |                            |
| Йенс Гультен               | Ксі      |                            |

## Створення фільму

### Знімальна група
- Кінорежисер — Альберт Г'юз
- Сценарист — Дан Веденгаупт
- Кінопродюсер — Ендрю Рона
- Виконавчий продюсер — Стюарт М. Бессер
- Кінооператор — Мартін Гшлахт
- Кіномонтаж — Сандра Грановські
- Підбір акторів — Гайке Брандстатер, Сара Фінн, Корін Майрс
- Художник-постановник — Джон Віллетт
- Артдиректори — Кріс Фармер, Анжела О'Салліван, Джеймс Стюарт, Гаррісон Юрків
- Художник з костюмів — Шарен Девіс[5].

## Сприйняття

### Оцінки і критика
Від кінокритиків фільм отримав схвальні відгуки: Rotten Tomatoes дав оцінку 83 % на основі 86 відгуків від критиків (середня оцінка 6,6/10). Загалом на сайті фільм має схвальні оцінки, фільму зарахований «стиглий помідор» від фахівців, Metacritic — 62/100 на основі 24 відгуків критиків. Загалом на цьому ресурсі від фахівців фільм отримав схвальні відгуки.
Від пересічних глядачів фільм теж отримав схавльні оцінки: на Rotten Tomatoes 79 % зі середньою оцінкою 4/5 (1 827 голосів), фільму зарахований «попкорн», Metacritic — 7,0/10 (18 голосів), Internet Movie Database — 7,1/10 (2 389 голосів).

### Касові збори
Під час показу у США, що розпочався 17 серпня 2018 року, протягом першого тижня фільм показали у 2 719 кінотеатрах і він зібрав 10 352 512 $, що на той час дозволило йому зайняти 5 місце серед усіх прем'єр. Станом на 26 серпня 2018 року показ фільму триває 10 днів (1,4 тижня), зібравши у прокаті в США 20 160 574 долари США, а у решті світу 7 300 000 $ (за іншими даними 407 204 $), тобто загалом 27 460 574 $ (за іншими даними 20 567 778 $) при бюджеті 51 млн доларів США.

### Виноски
1. 1 2  Альфа [Архівовано 9 серпня 2017 у Archive.is] на сайті B&H
2. 1 2  Alpha: Release Info (англійською) . Internet Movie Database. Процитовано 1 жовтня 2017.
3. 1 2 3 4 5 6  Alpha (англійською) . Box Office Mojo. Архів оригіналу за 20 квітня 2016. Процитовано 26 серпня 2018.
4. ↑  Альфа. Kino-teatr.ua. Архів оригіналу за 11 лютого 2018. Процитовано 1 жовтня 2017.
5. ↑  Alpha: Full Cast & Crew (англійською) . Internet Movie Database. Процитовано 1 жовтня 2017.
6. 1 2  Alpha (англійською) . Rotten Tomatoes. Архів оригіналу за 19 травня 2019. Процитовано 26 серпня 2018.
7. 1 2  Alpha (англійською) . Metacritic. Архів оригіналу за 9 серпня 2018. Процитовано 26 серпня 2018.
8. ↑  Alpha (англійською) . Internet Movie Database. Архів оригіналу за 25 серпня 2018. Процитовано 26 серпня 2018.
9. 1 2 3  Alpha (2018) (англійською) . The Numbers. Архів оригіналу за 26 серпня 2018. Процитовано 216 серпня 2018.